# Браун, Маунт

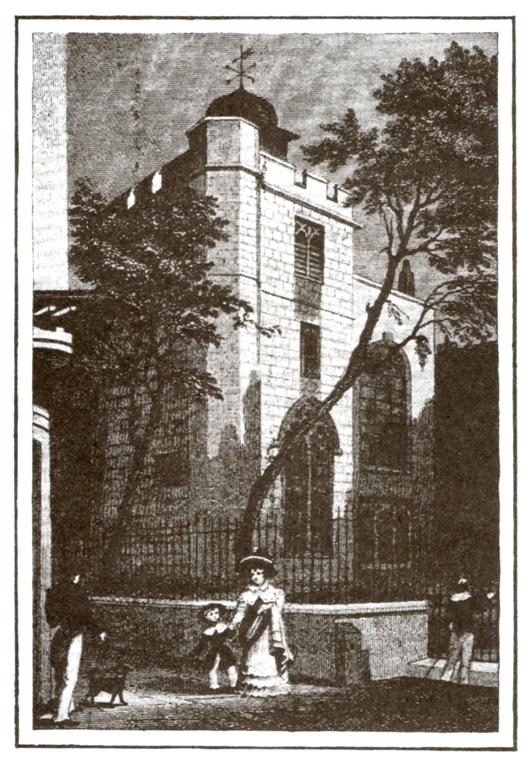
Старинная гравюра с изображением церкви All Hallows Staining и дома приходского священника, где проходили встречи Маунта Брауна и его коллег

Маунт Браун (англ. Mount Brown; 1837—1919) — один из первых британских филателистов и составитель второго опубликованного каталога почтовых марок на английском языке. Браун учился в школе Лондонского Сити и начал коллекционировать почтовые марки примерно в 1860 году.

## Каталоги
Маунт Браун издал свой «Каталог британских, колониальных и иностранных почтовых марок» (Catalogue of British, Colonial, and Foreign Postage Stamps) в мае 1862 года, всего через несколько недель после того, как Фредерик Бути опубликовал свой каталог в апреле 1862 года, однако каталог Брауна был более успешным и считался более полным. В отличие от каталога Бути, каталог Брауна не имел иллюстраций. Другие филателисты, такие как Чарльз Винер, возможно, уже составили неопубликованные рукописные списки почтовых марок. Каталог Брауна пользовался большим успехом, чем каталог Бути, и до 1864 года вышло 7500 его экземпляров и пять изданий.
Браун в значительной степени составлял свой каталог в доме приходского священника церкви Всех Святых Стэйнинг (All Hallows Staining), и он полагал, что именно эта церковь упоминалась Чарльзом Диккенсом в романе «Домби и Сын». В коллекции Маунта Брауна насчитывалось около 400 почтовых марок, но в своём первом каталоге он смог перечислить 1200 различных типов с помощью кружка коллекционеров-единомышленников, которые встречались после обеда в субботу, чтобы поделиться друг с другом своими знаниями. В их число входили Чарльз Винер, Генри Хаслетт, Фредерик Филбрик, Уильям Хьюз-Хьюз, Дэниел Купер и Фрэнсис Дж. Стейнфорт. По имеющимся сведениям, в особенности у Ф. Стейнфорта была прекрасная коллекция, которая во многом легла в основу каталога Брауна.
Каталог быстро стал объектом плагиата со стороны Джона Клайна, писавшего под псевдонимом «A.C. Kline», в 1862 году, и У. Г. Райта (W. H. Wright), писавшего под псевдонимом «Коллекционер» («A Collector») в 1863 году. Согласно журналу «The Stamp Collectors Magazine», Браун был хорошо осведомлен о плагиате и организовал передачу ему всех экземпляров книги Райта для уничтожения. Он также предпринял шаги, чтобы предотвратить ввоз книги Клайна в Великобританию.
Дополнения к каталогу были опубликованы в журнале «The Stamp Collector’s Magazine», редактором которого был Ч. Винер в 1863—1867 годах. В третьем издании после знакомства Маунта Брауна с Джоном Греем из Британского музея были внесены изменения в формат каталога. Также расширилось количество каталогизированных почтовых марок и стали указываться сведения о поддельных марках.

## Филателистический бизнес
Помимо каталогов также был издан альбом почтовых марок под названием «Mount Brown’s Postage-Stamp or Crest Album» стоимостью семь с половиной шиллингов и списки негашеных почтовых марок.
К 1870 году филателистический бизнес Брауна настолько вырос, что ему пришлось выбирать между ним и своей обычной профессией. Он предпочёл отказаться от филателии, но сохранил интерес, посетив выставку Молодёжного филателистического общества в 1908 году, где он встретил Фреда Мелвилла.

## Организованная филателия
Небольшой кружок, собиравшийся в церкви All Hallows Staining, сформировал ядро «Филателистического общества» в Лондоне, которое в конечном итоге стало «Королевским филателистическим обществом Лондона». Маунт Браун не был членом «Филателистического общества», возможно, потому что в него принимали только любителей.

## Избранные публикации
- Catalogue of British, Colonial, and Foreign Postage Stamps: comprising upwards of 1200 varieties. — 1st edition. — F. Passmore, London, May 1862. (- 2nd edition, June 1862 Архивная копия от 19 ноября 2021 на Wayback Machine, — 3rd edition, 1863, — 4th edition, 1863, — 5th edition, 1864.)